# Stanisław Celiński (polityk)
Stanisław Celiński (ur. 25 października 1919 w Celinach, zm. 12 sierpnia 1995) – polski szlifierz, poseł na Sejm PRL VII kadencji.

## Życiorys
Syn Jana i Rozalii z domu Karwowskiej. Uzyskał wykształcenie zasadnicze zawodowe. W 1941 wywieziono go do zakładów Steyr w Austrii, gdzie pracował do stycznia 1943 – wówczas został aresztowany i osadzony w obozie Auschwitz. Następnie przebywał do końca II wojny światowej w obozie Mauthausen. Po powrocie do Polski pracował do 1948 w Zakładach Przemysłu Drzewnego Biała Podlaska, po czym został zatrudniony jako szlifierz w Wytwórni Sprzętu Komunikacyjnego Mielec. W 1976 uzyskał mandat posła na Sejm PRL w okręgu Rzeszów z ramienia Polskiej Zjednoczonej Partii Robotniczej. Zasiadał w Komisji Komunikacji i Łączności oraz w Komisji Oświaty i Wychowania. W 1980 przeszedł na emeryturę. Został działaczem Związku Inwalidów Wojennych oraz Związku Kombatantów RP i Byłych Więźniów Politycznych.
Pochowany na cmentarzu komunalnym w Mielcu.

## Odznaczenia i wyróżnienia
- Krzyż Kawalerski Orderu Odrodzenia Polski
- Złoty Krzyż Zasługi
- Medal Komisji Edukacji Narodowej
- Medal Zwycięstwa i Wolności 1945
- Medal 30-lecia Polski Ludowej
- Wpis do „Księgi zasłużonych dla województwa rzeszowskiego” (1975)[1]
- „Zasłużony dla Województwa Rzeszowskiego”
- Wpis do „Księgi Zasłużonych dla Miasta Mielca”